# 熙麟 (光緒進士)
熙麟（1850年—?），李氏，字祥生，號小舫，內務府漢軍正白旗人（属內務府正白旗汉姓满洲旗人），清朝政治人物，進士出身。

## 生平
隶内务府正白旗汉军锡亨管领下。同治癸酉科舉人，光緒九年（1883年），参加癸未科殿試，登進士二甲80名。同年五月，改翰林院庶吉士。光緒十二年四月，散館，授翰林院編修。历官御史、給事中、甘肃平庆经固化道。

## 家庭
- 始祖李有傑（c.1600s-?），國初從龍入關，内务府管领。妻李佳氏。据《八旗滿洲氏族通譜》卷75，“李有節，正白旗包衣管領下人，世居錦州地方，來歸年分無考。其孫都琉原任郎中。元孫五十四、廣福俱現任䕶軍校，六十九現任筆帖式”。
- 世祖藎忠（c.1630s-?），内务府管领。妻吕氏。
- 世祖都六（又都琉，c.1660s-?），内务府郎中、蘇州織造、淮安關監督。妻韩氏。
- 太高祖六十五（c.1690s-?），上駟院主事。妻许氏。
- 高祖遐齡(字福田，c.1720s-?)，清漪園筆帖式。妻王氏。高叔伯九达塞，三等侍卫。
- 曾祖舒通阿（c.1750s-?），圆明园员外郎、內務府郎中兼骁骑参领。曾祖母駱氏（父正黄旗汉军景福，胞兄宁寿宫郎中光裕）。
- 祖父基溥（字润野、焕堂，号润埜、思補過齋主人，c.1780s-?），總管內務府大臣、吏部左侍郎，清东、西陵相度大臣，在紫禁城騎馬，赐祭葬，著有《思补过斋主人自叙年谱》（据恩华，《八旗艺文编目》）。祖母王氏（父正黄旗汉军希齡）。胞姊李氏，嫁內務府正黃旗蒙古蘇穆察氏廣成（堂兄嘉慶甲戌科進士廣林）；其子總管內務府大臣貴寶、貴全（字策安）。
- 父鍾文（字質夫，1814-1874），道光癸卯科舉人，内务府郎中兼骁骑参领、按察使銜山東候補道，撰《十年读书之庐主人自叙年谱》(许氏传抄本)。鍾文正妻徐氏（父内务府正白旗汉军、员外郎廣盛）。咸丰三年，鍾文续聘原礼部尚书貴慶姊妹富察氏和宗室兴恒的女儿宗室氏，即原侍郎广敏的孙女,疑未过门。故咸丰七年，复续娶驻藏大臣文康之女费莫氏。(基溥《思补过斋主人自叙年谱》: 咸丰三年癸丑,六十一岁，正月孝和睿皇后梓宫奉安礼成，奉旨加二级,六月为鍾文续聘原任兵部侍郎宗室广敏孙女.....偕都统怡亲王载垣.....咸丰七年，钟文复续娶前长芦盐运使駐藏大臣文康之女。鍾文妾赖氏为熙麟生母。
- 胞叔繼芳（字君翰），户部主事。妻邱氏（父内务府正黄旗汉军、安徽鳳陽府知府裕恭，祖父嘉慶甲戌科進士雲麟，从堂姊邱氏系正蓝旗汉军、光緒二年丙子恩科進士胡俊章二继妻）。
- 两姑母李氏，分别与内务府正白旗滿洲进士索綽絡氏英和与内务府正黄旗汉军進士楊鍾羲家族联姻。
- 胞弟照麟（字瑞生），工部主事。妻額爾德特氏（父镶黃旗蒙古、理藩院員外郎錫齡，祖父頭等侍衛、公中佐領豫福，祖姑母額勒德特氏（继配）嫁嘉慶丁丑進士、正蓝旗宗室功普，曾祖二等侍衛慶昌，高祖乾隆辛卯科進士簡勤公和瑛）。
- 妻額爾德特氏（父镶黃旗蒙古、理藩院員外郎錫齡，祖父頭等侍衛、公中佐領豫福，祖姑母額勒德特氏嫁嘉慶丁丑進士、正蓝旗宗室功普，曾祖二等侍衛慶昌，曾祖伯勤襄公璧昌，高祖乾隆辛卯科進士簡勤公和瑛）。
- 子志锟。
- 女二。